# Central hidroeléctrica de Boguchany
La central hidroeléctrica de Boguchany (del ruso: Богучанская ГЭС) es una central eléctrica sobre el río Angará en Kodinsk, krai de Krasnoyarsk, Rusia.

## Historia
Los trabajos preparatorios para la construcción en 1974. El diseño fue realizado por Hydroproject en 1976. La construcción de la central eléctrica comenzó en 1980 pero se suspendió en 1994 debido a la falta de financiación. Las obras se reanudaron en el año 2005 cuando RAO UES (entonces propietario de RusHydro) y Rusal llegaron al acuerdo de desarrollar el proyecto conjuntamente. La construcción volvió a empezar en 2007. La primera turbina se despachó en 2008. La central eléctrica comenzó a producir en 2012, alcanzando su plena capacidad en el año 2015.

## Descripción
La central hidroeléctrica de Boguchany tiene una presa de gravedad de 774 metros de largo. La central eléctrica aún está formada por nueve turbinas con una capacidad de 333 MW cada una. Debe generar 17,6 TWh de electricidad al año. Las turbinas se manufacturan por Power Machines. La central eléctrica se construye y será propiedad de OAO Boguchánskaya GES, una joint venture de RusHydro y Rusal.